# 五十家子镇
五十家子镇，是中华人民共和国内蒙古自治区赤峰市林西县下辖的一个乡镇级行政单位。

## 行政区划
五十家子镇下辖以下地区：
五十家子村、西耳子村、东边墙村、水泉沟村、朝阳沟村、九连庄村、轿顶山村、大马金村、太平庄村、孤榆树村、东敖包村、老房身村、西边墙村、响水沟村、西南沟村和南沟门村。
县道218经过五十家子镇